# Agathis ovata
Agathis ovata ist eine Pflanzenart aus der Familie der Araukariengewächse (Araucariaceae). Sie kommt endemisch auf der Inselgruppe Neukaledonien vor.

## Beschreibung

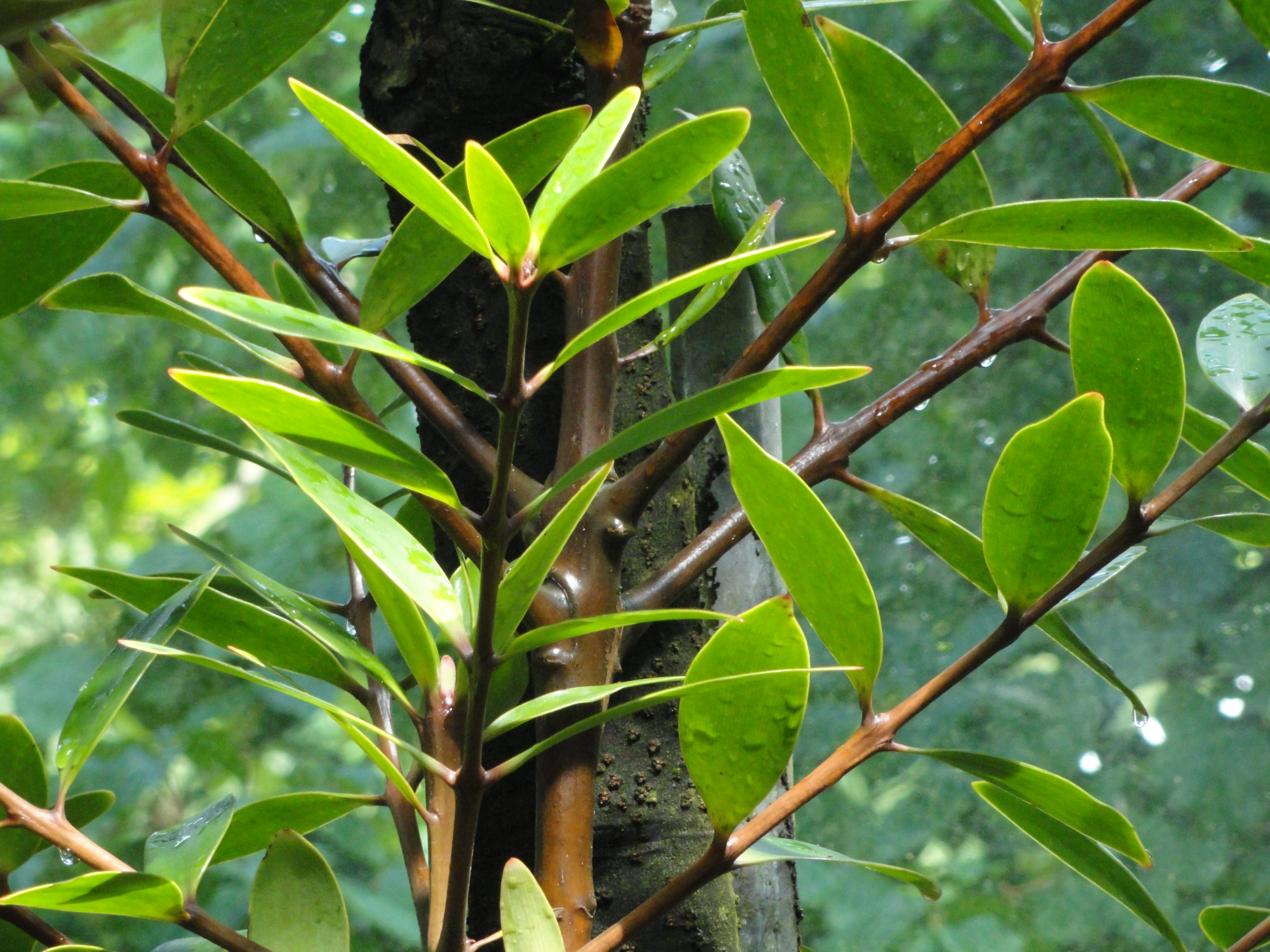
Zweig mit Blättern

Agathis ovata wächst als immergrüner Strauch oder kleiner Baum, der Wuchshöhen von 1 bis 8, in Ausnahmefällen auch bis zu 25 Metern erreichen kann. Die kleineren Pflanzen verzweigen sich bereits an der Basis, während größere Pflanzen einen bis zu 12 Meter langen, unverzweigten Stamm haben können. Die Krone ist abgeflacht. Die gelblich-braunen Äste gehen wechselständig, gegenständig oder in Dreier- bis Viererwirteln vom Stamm ab. Die weißliche bis hellbraune Stammborke weist auffällige Furchen auf. Die innere Rinde ist rötlich-braun gefärbt.
Die runden Knospen bestehen aus vier Schuppen. Die Blätter stehen an einem abgeflachten Blattstiel und sind bei einer Länge von 4 bis 8 Zentimetern und einer Breite von 1 bis 5 Zentimetern eiförmig bis eiförmig-elliptisch. Sie haben ein stumpfes Blattende, die Blattränder sind leicht zurückgebogen. Die Blattoberseite ist dunkelgrün gefärbt, während die Unterseite eine blassgrüne bis blaugrüne Färbung aufweist.
Die blaugrünen männlichen Blütenzapfen haben einen 0,4 bis 0,6 Zentimeter langen kräftigen Stiel und sind bei einer Länge von 3 bis 5 Zentimetern und einer Dicke von 1,0 bis 1,5 Zentimetern zylindrisch geformt. Die dreieckigen Mikrosporophyllen überlappen sich dachziegelartig. Die kugeligen weiblichen Zapfen werden bis zu 12 Zentimeter lang sowie bis zu 10 Zentimeter dick. Sie bestehen aus braunen Zapfenschuppen mit einem spitz zulaufenden Umbo. Die Samen haben einen Flügel und sind 0,9 bis 1,1 Zentimeter lang und rund 0,8 Zentimeter breit.

## Vorkommen und Gefährdung
Das natürliche Verbreitungsgebiet von Agathis ovata liegt im südlichen Teil Neukaledoniens. Es erstreckt sich dort vom Mont Humboldt bis zum Mont des Sources, wobei sich die nördliche Verbreitungsgrenze bei der Gemeinde Kouaoua befindet.
Agathis ovata gedeiht in Höhenlagen von 150 bis 1150 Metern. Sie wächst einzeln oder in kleinen Beständen in Macchien oder in geschlossenen Regenwäldern. Es werden nur Böden besiedelt, die sich auf ultramafischem Gestein gebildet haben.
Agathis ovata wird in der Roten Liste der IUCN als „gefährdet“ eingestuft. Als Hauptgefährdungsgründe werden die Zerstörung des Lebensraums durch bergbauliche Aktivitäten sowie Brände genannt. Außerdem wird die Regenerations- und Wachstumsrate der Art als sehr gering eingeschätzt. Der Gesamtbestand gilt als rückläufig.

## Systematik
Agathis ovata wird innerhalb der Gattung der Kauri-Bäume (Agathis) der Sektion Rostrata zugeordnet.
Die Erstbeschreibung als Dammara ovata erfolgte 1862 durch Charles Moore in  Annales des Sciences Naturelles; Botanique, Band 4, Nummer 16, S. 56. Otto Warburg stellte im Jahr 1900 die Art als Agathis ovata in Monsunia, Beiträge zur Kenntniss der Vegetation des Süd- und Ostasiatischen Monsungebietes, Band 1, S. 186 in die Gattung Agathis. Weitere Synonyme für Agathis ovata (C.Moore ex Vieill.) Warb. sind Agathis hypoleuca (C.Moore ex Henkel & W.Hochst.) Warb., Dammara hypoleuca C.Moore ex Henkel & W.Hochst. sowie Salisburyodendron ovata (C.Moore ex Vieill.) A.V.Bobrov & Melikyan.